# Сантос Перейра, Карлос Мигел дос
Карлос Мигел дос Сантос Перейра (порт. Carlos Miguel dos Santos Pereira, более известный, как Карлос Мигел порт. Carlos Miguel; род. 9 октября 1998, Риу-даз-Острас, Рио-де-Жанейро) — бразильский футболист, вратарь клуба «Ноттингем Форест».

## Клубная карьера
Мигел — воспитанник клубов «Фламенго» и «Интернасьонал». В 2019 году он был включён в заявку на сезон последних. В 2020 году Карлос на правах аренды перешёл в «Санта-Круз», но так и не дебютировал за основной состав. В 2021 году Мигел был арендован «Боа». 12 марта в матче Лиги Минейро против «Коимбры» он дебютировал за основной состав. В том же году Карлос подписал контракт с клубом «Коринтианс». 24 июля 2022 года в матче против «Атлетико Минейро» он дебютировал в бразильской Серии A.
Летом 2024 года Мигел перешёл в английский «Ноттингем Форест». Сумма трансфера составила 3,4 млн фунтов стерлингов.